# Anne-Marie David
Anne-Marie David (* 23. Mai 1952 in Casablanca, Französisch-Marokko) ist eine französische Sängerin. Ihre Karriere ist eng mit dem europäischen Musikwettbewerb Grand Prix Eurovision de la Chanson (Eurovision Song Contest) verbunden, den sie 1973 gewann. Als eine von wenigen Künstlern nahm sie für zwei verschiedene Länder am Wettbewerb teil, 1973 und 1979.

## Karriere
Nachdem sie 1972 die Rolle der Maria Magdalena in der französischen Fassung des Rockmusicals Jesus-Christ Superstar gespielt hatte, wurde David 1973 von der luxemburgischen Rundfunkanstalt RTL eingeladen, das Großherzogtum beim Wettbewerb um den Grand Prix Eurovision de la Chanson zu vertreten. David stand in einer langen Reihe von ausländischen Künstlern, die für Luxemburg antraten.
Der Wettbewerb am 7. April 1973 im Theater der Stadt Luxemburg entwickelte sich zu einem spannenden Dreikampf. Am Ende der Wertung lag David mit ihrem Lied, Tu te reconnaîtras, vier Punkte vor der spanischen Gruppe Mocedades und sechs Punkte vor dem Briten Cliff Richard. Davids erster Platz war der zweite Sieg Luxemburgs hintereinander, nachdem im Jahr zuvor Vicky Leandros für Luxemburg gewonnen hatte, und der insgesamt vierte Sieg Luxemburgs beim Grand Prix bis zu diesem Zeitpunkt. Mit 80,6 % (129 von 160 möglichen Punkten) wurde der bis heute höchste Prozentwert an Punkten beim Grand Prix erzielt (Stand 2016). In Großbritannien wurde das Lied in der englischen Fassung, Wonderful Dream, ein Top-20-Hit.
Danach lebte David einige Zeit in der Türkei, wo sie mehrere türkische Songs veröffentlichte.
Beim Grand Prix Eurovision de la Chanson 1979 in Jerusalem belegte David, die diesmal Frankreich vertrat, mit dem Lied Je suis l’enfant-soleil hinter dem israelischen Siegertitel von Milk & Honey und der Spanierin Betty Missiego den dritten Platz.
Mitte der 1980er Jahre beendete David ihre Karriere, die letzte Schallplattenaufnahme stammt von 1984. Erst in den 2010er Jahren erschienen zwei neue Singles von ihr (Tu te reconnaîtras – Encore uns fois 2011, You Came To Me 2014).

## Diskografie

### Songs beim Grand Prix de l'Eurovision (ESC)
- 1973: Tu te reconnaîtras / Wonderful Dream / Du bist da
- 1979: Je suis l’enfant-soleil

### Türkische Songs
- 1974: Neşeli Gençleriz
- 1974: İnanma
- 1974: Yaşadıkça
- 1975: Hayat ve Ben
- 1975: Sil Baştan
- 1975: And İçelim
- 1976: Sen ve Ben